# Clémentine Shakembo Kamanga

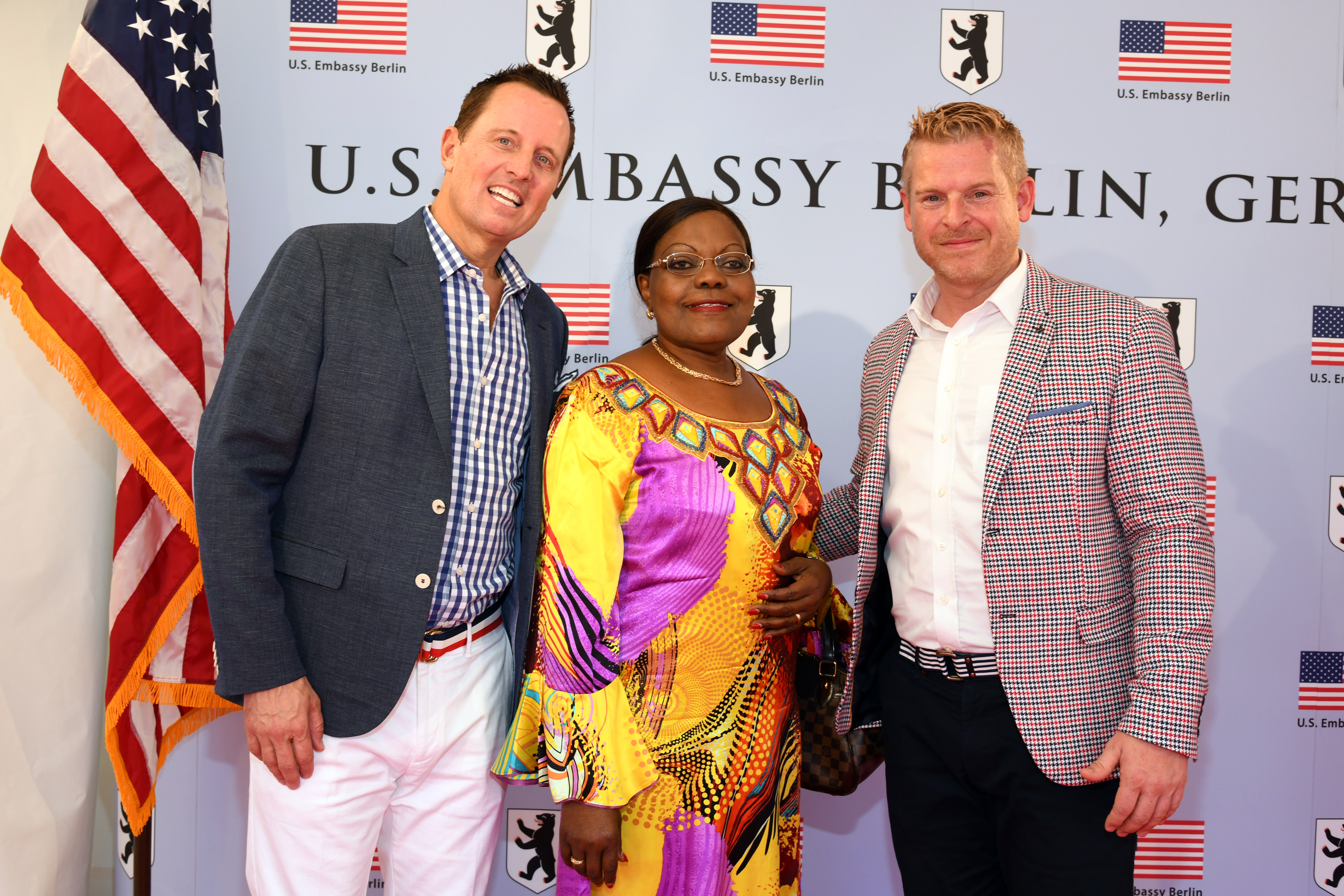
Clémentine Shakembo Kamanga (Mitte), 2018

Clémentine Shakembo Kamanga (* 25. Januar 1950 in Lusambo) ist eine Diplomatin der Demokratischen Republik Kongo.

## Leben
Sie studierte Psychologie an der Universität Paris VIII und schloss mit einem Master ab. 1975 absolvierte sie ein Praktikum im Bereich internationale Beziehungen mit dem Schwerpunkt Vereinten Nationen in Moskau. Im Jahr 1976 trat sie in den Dienst des Außenministeriums ein und arbeitete dort in der Abteilung für multilaterale Beziehungen später im Referat für Internationale Organisationen.
Von 1980 bis 1984 arbeitete sie bei der damaligen zairischen Botschaft in Washington, D.C. 1984 absolvierte sie einen Kurs in internationalen Beziehungen am Internationalen Institut für Öffentliche Verwaltung in Paris. Von 1988 bis 1993 wirkte sie als Kanzleisekretärin im Außenministerium. In der Zeit von 1996 bis 2000 arbeitete sie in der Botschaft ihres Landes in Lissabon in Portugal. Sie war dort als Geschäftsträgerin ad interim und arbeitete im Bereich Wirtschaft und bilaterale Zusammenarbeit. Zwischen 2001 und 2002 war sie Beraterin im Außenministerium. Von 2002 bis 2007 leitete sie die Sektion für Amerika, Asien und Ozeanien im kongolesischen Außenministerium. Von Februar bis April 2004 war sie dabei interims Generalsekretärin des Ministeriums. In der Zeit von August 2007 bis Oktober 2008 war sie diplomatische Beraterin des Außenministers und dann ab Januar 2009 Beraterin für politische Fragen und Beziehungen zu Institutionen in der Kanzlei des Außenministers.
Am 11. November 2009 wurde sie Botschafterin der Demokratischen Republik Kongo in Deutschland. Sie amtierte bis 2018.
Clémentine Shakembo Kamanga ist feministisch engagiert und ist Mitbegründerin der kongolesischen Fraueninitiative Provost Marshal / ASBL und Ehrenmitglied der Umweltgruppe Propre.
Clémentine Shakembo Kamanga ist verheiratet und Mutter. Sie spricht Englisch, Französisch und Portugiesisch.

## Veröffentlichungen
- L’apport de la Femme dans le Processus de Development National (mitgewirkt)
- Penser le Pouvoir (mitgewirkt)
- Moi, diplomate de la RDC : autobiographie, CreateSpace Independent Publishing Platform, 2017, ISBN 978-1-9795-8467-8